# Kotomi Ishizaki
Kotomi Ishizaki (jap. 石崎 琴美, Ishizaki Kotomi; * 4. Januar 1979 in Obihiro, Hokkaidō) ist eine japanische Curlerin.
Der größte Erfolg von Kotomi Ishizaki war der Gewinn der Goldmedaille bei den Pazifikmeisterschaften 2002 und 2003 und 2015.
Ishizaki nahm bei den Olympischen Winterspielen 2002 in Salt Lake City teil. Die Mannschaft belegte den achten Platz.
Im Februar 2010 nahm Ishizaki als Mitglied des japanischen Teams an den Olympischen Winterspielen 2010 in Vancouver (Kanada) teil. Die Mannschaft belegte den achten Platz.
Bei der Curling-Pazifik-Asienmeisterschaft 2015 spielte sie als Alternate im Team um Satsuki Fujisawa und gewann ihre dritte Goldmedaille. Auf der gleichen Position gewann sie bei der Curling-Pazifik-Asienmeisterschaft 2018 die Silbermedaille.